# The Chaos Engine
The Chaos Engine – gra komputerowa z gatunku strzelanek wyprodukowana przez Bitmap Brothers i wydana przez Renegade Software w 1993 roku.
Fabuła gry nawiązuje do nurtu steampunk. Baron Fortesque zbudował tytułową Maszynę Chaosu (nawiązanie do Maszyny Różnicowej W. Gibsona, z ang. The Difference Engine) która wymknęła się spod kontroli i zmieniła ludzi w szalone maszyny-potwory.
Do wyboru gracza jest sześciu bohaterów, różniących się statystykami i używaną bronią. W trakcie rozgrywki graczowi cały czas towarzyszy komputerowy kompan. Możliwe jest też granie w kooperacji z drugim graczem. Sama gra to typowa strzelanka z widokiem z góry, i chodzeniem po niezbyt skomplikowanych planszach, oraz walce z wrogami i niszczeniem określonych obiektów.
Gra doczekała się kontynuacji o nazwie Chaos Engine 2 wydanej w roku 1996.
29 sierpnia 2013 roku wydana została reedycja gry, która została jednak dość chłodno przyjęta, uzyskując w serwisie Metacritic 40/100 punktów.

## Nagrody
- SEGA Awards 1994 Best Action Game
- SEGA Awards 1994 Best 3rd Party Game of the Year
- POWERPLAY Multi Player Game of the Year